# Mundus vult decipi, ergo decipiatur
Mundus vult decipi, ergo decipiatur, que a veces se abrevia citando sólo la primera parte, es una locución latina que significa «El mundo quiere ser engañado, luego que se le engañe». La frase justifica la posición de los gobernantes y empresarios que engañan, según su opinión, porque el pueblo desea que se le engañe, mucho antes de la variante moderna de la posverdad.
No está clara la autoría de esta expresión. Se atribuyó al escritor del siglo I Petronio, pero no pertenece a ninguno de sus escritos conservados. La frase sí refleja el cinismo de la cultura latina de esa época. Una de las primeras citas se encuentra en la obra de Sebastian Franck, el filósofo humanista alemán que en 1534 escribió en sus Paradoxa «al mundo le gustan los engaños y mentiras y quere ser dirigido por la quimera, como se dice en latín ‘mundus vult decipi’». También se atribuyó al papa Gian Pietro Carafa (1476-1559). Los racionalistas del Renacimiento justifican por este refrán l astucia de usar la religión para legitimar la autoridad del gobernador ante un pueblo que prefiere el error y la leyenda a la razón pura. El jesuita francés François Garasse (1585-1631) cita un papa, «home sensato» sin precisar su nombre, que al dar la bendición, en lugar de usar la fórmula «Benedictio in nomine patris...» siempre mascullaba entre dientes «Quandoquidem populus iste vult decipi, decipiatur» (Puesto que el pueblo quiere ser engañado, que se le engañe).